# Rouergue
Il Rouergue (in occitano Roergue, pronuncia: [rruˈerɣe]) è un'antica provincia della regione storica dell'Occitania, nella Francia meridionale, confinante, a nord, con l'Alvernia a sud e sud-ovest con la Linguadoca, ad est, col Quercy, e ad ovest, col Gévaudan, corrispondente approssimativamente all'attuale dipartimento dell'Aveyron. La sua capitale è Rodez.

## Storia
Dopo essere stata parte della contea di Tolosa, fu unita alla Guienna, da cui successivamente fu staccato, con la creazione, nel 1655, della generalità di Montauban o dell'Alta Guienna (che comprendeva Quercy e Rouergue). Il Rouergue, nel 1790, è stato trasformato in dipartimento della Repubblica francese a cui fu dato il nome Aveyron, in quanto il dipartimento è attraversato dall'omonimo fiume. Quando, nel 1808, è stato creato il dipartimento di Tarn e Garonna, il dipartimento di Aveyron subì un ridimensionamento, gli fu tolta una parte all'estremo ovest del suo territorio, per cui il Rouergue storico è rappresentato dal dipartimento dell'Aveyron più una piccola parte rappresentata dall'estremità orientale del Tarn e Garonna.

## Geografia
La regione storica del Rouergue ha una superficie di circa 9.000 chilometri quadrati e secondo il censimento del 1999 aveva 269 774 abitanti, vale a dire, una densità di circa 30 abitanti per chilometro quadrato. Le più grandi aree urbane, nel 1999, erano Rodez, con 38 458 abitanti, Millau con 22 840 abitanti e di Villefranche-de-Rouergue, con 12 561 abitanti. I suoi abitanti si chiamano rouergat.
Il Rouergue è parte della Diocesi di Rodez e Vabres.